# Acalolepta sumatrensis
Acalolepta sumatrensis là một loài bọ cánh cứng trong họ Cerambycidae.